# Hosztót
Hosztót [hostót] je obec v Maďarsku v župě Veszprém, spadající pod okres Sümeg. Nachází se asi 13 km severozápadně od Sümegu. V roce 2015 zde žilo 56 obyvatel. Dle údajů z roku 2011 tvoří 100 % obyvatelstva Maďaři a 1,6 % Němci, přičemž všichni obyvatelé se ke své národnosti vyjádřili.

## Sousední obce
| Růžice kompasu |             | Zalaszegvár |               | Růžice kompasu |
| Růžice kompasu | Zalameggyes | Sever       | Veszprémgalsa | Růžice kompasu |
| Růžice kompasu | Zalameggyes | Hosztót     | Veszprémgalsa | Růžice kompasu |
| Růžice kompasu | Zalameggyes | Jih         | Veszprémgalsa | Růžice kompasu |
| Růžice kompasu |             | Ukk         | Csabrendek    | Růžice kompasu |